# Parlatoria mytilaspiformis
Parlatoria mytilaspiformis är en insektsart som beskrevs av Green 1899. Parlatoria mytilaspiformis ingår i släktet Parlatoria och familjen pansarsköldlöss. Inga underarter finns listade i Catalogue of Life.